# D. O.
То Гёнсу (кор. 도경수?, 都暻秀?, англ. Do Kyungsoo; род. 12 января 1993, Коян, Республика Корея), известен под псевдонимом D.O. (кор. 디오) — южнокорейский певец и актёр. Является участником южнокорейско-китайского бой-бэнда EXO и саб-юнита Exo-CBX. Он дебютировал как солист 26 июля 2021 года с первым мини-альбомом под названием Empathy.
Помимо групповой деятельности, D.O также снялся в различных телевизионных сериалах и фильмах, таких как «Чистая любовь» (2016), «Мой надоедливый брат» (2016), «Будь позитивным» (2016), «Комната № 7» (2017), «Муж на 100 дней» (2018), «С Богами: Два мира», «Дети свинга» (2018) и «Плохой прокурор» (2022). За свою актёрскую карьеру То Гёнсу был удостоен многих наград, включая три премии «Пэксан» и кинопремию «Голубой дракон», а также номинации на такие премии как: Азиатская кинопремия, «Большой колокол» и телепремию «Голубой дракон». Кроме того, D.O. был выбран Корейским советом по кино как один из 200 корейских актёров, наилучшим образом представляющих настоящее и будущее киноиндустрии Кореи.

## Биография

### Ранние годы
То Гёнсу родился 12 января 1993 года в Кояне, провинция Кёнгидо, Южная Корея. Учился в начальной школе Пхунсан, средней школе Пэксин и старшей школе Пэксок. У него есть брат То Сынсу, который старше его на три года. D.O. пел с начальной школы, был активным участником местных песенных конкурсов на протяжении средней школы.

### Дебют
В 2010 году он был рекомендован к прослушиванию для S.M. Entertainment после победы на местном песенном фестивале. Впоследствии стал стажером S.M. Entertainment на протяжении его последних двух лет старшей школы. Он исполнил песню На Юн Квона «Anticipation» и Brown Eyed Soul’s «My Story» на прослушивании S.M. Entertainment..
D.O. был официально представлен как восьмой участник EXO 30 января 2012 года. Группа дебютировала 8 апреля с мини-альбомом Mama.

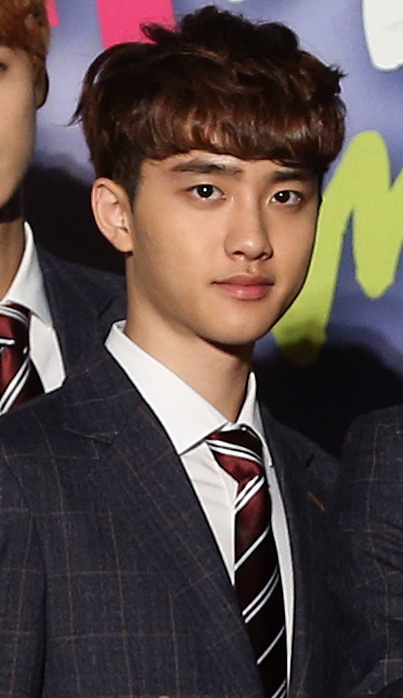
D.O. в 2013 году

В июле 2013 года он участвовал в песне f(x) «Goodbye Summer» из второго студийного альбома Pink Tape. В декабре 2013 года D.O. совместно со своими одногруппниками Бэкхёном и Чхеном исполнил рождественскую балладу из второго мини-альбома Miracles in December.

### 2014—2015: Начало актёрской деятельности
В сентябре 2014 года D.O. дебютировал в качестве актера с второстепенной ролью в фильме «Тележка», сыграв ученика средней школы, сына работницы продуктового магазина и члена профсоюза (её играет Ём Чжон А). Премьера фильма состоялась на Международном кинофестивале в Торонто в 2014 году. Он также выпустил оригинальный саундтрек под названием «Crying Out» для фильма.
Позже в 2014 году D.O. дебютировал на телевидении, сыграв второстепенную роль в дораме «Всё в порядке, это любовь» в которой снялись Кон Хё Джин и Чо Ин Сон. D.O получил высокую оценку от кинокритика Хо Чжи Вона за свою игру, и позже был номинирован на премию «Лучший новый актёр» на 51-й премии «Пэксан».
В июле 2015 года он снялся дораме «Привет, монстр!» сыграв хладнокровного психопата Ли Джунёна. Его игра оставила сильное впечатление у зрителей получая высокое похвалу от интернет-пользователей, критиков и инсайдеров индустрии. В ноябре D.O был номинирован на премию «Лучший актёр второго плана» на 52-й церемонии вручения премии «Большой колокол» за роль Тэяна в фильме «Тележка».

### 2016—2020: Главные роли, признание и военная служба
В январе 2016 года D.O. был объявлен одним из актёров озвучивания полнометражного анимационного фильма «Неудачник», премьера которого состоялась в 2019 году. Он озвучил Мунчи, бездомного пса, которого бросил хозяин.
В феврале он спел с в дуэте с Ю Ён Джином «Tell Me (What Is Love)» для SM Station. Ранее он исполнил короткую версию песни в качестве сольного выступления во время первого концертного тура EXO. В это же месяце D.O. прошёл прослушивание на главную мужскую роль в предстоящем романтическом фильме «Чистая любовь» вместе с актрисой Ким Сохён. В октябре 2016 года D.O снялся вместе с Чхэ Со Джин в веб-дораме «Будь позитивным», созданной компанией Samsung . Сериал стал самой популярной корейской веб-драмой всех времен.

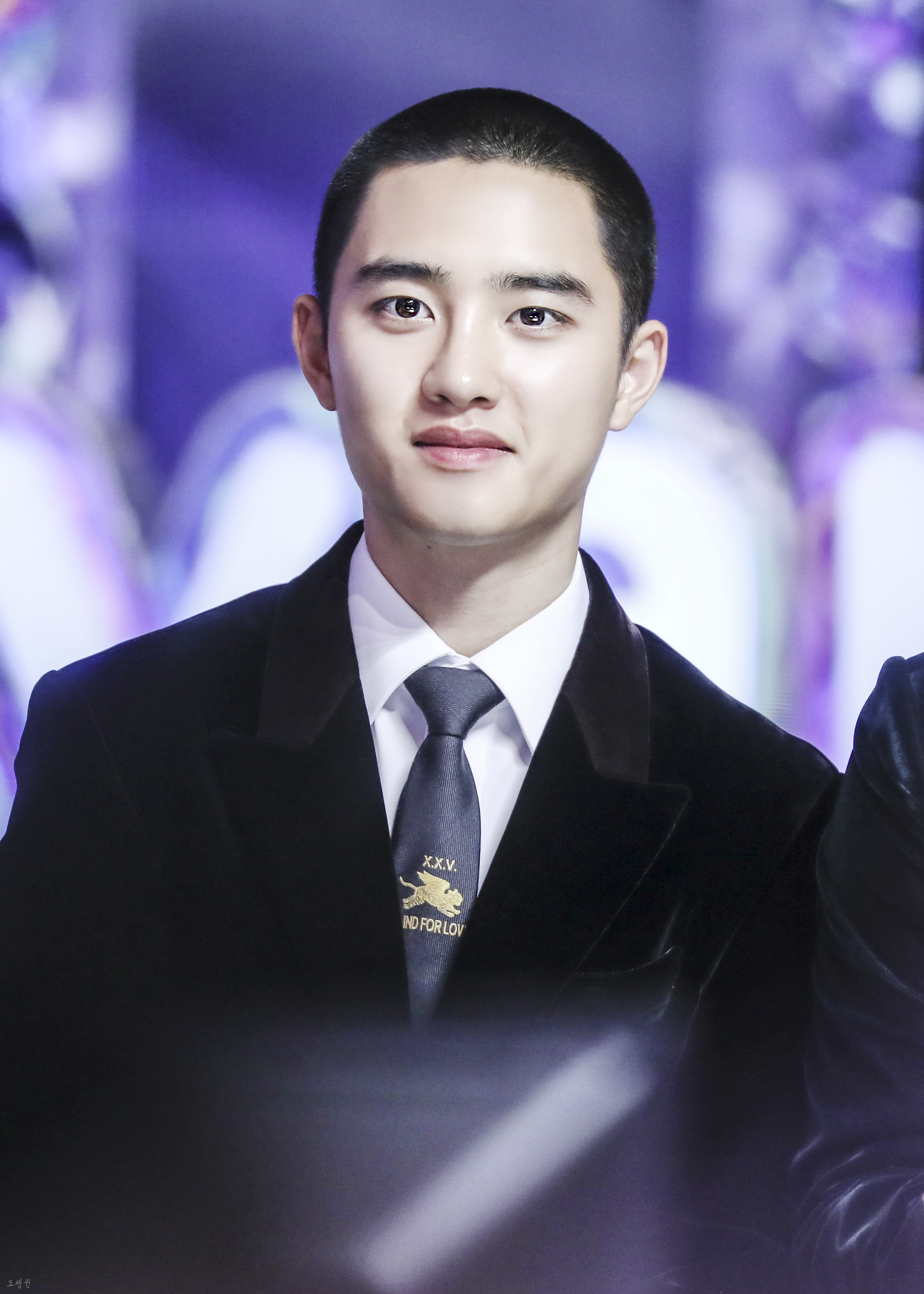
D.O. в декабре 2017 года

В ноябре 2016 года D.O. снялся вместе с Чо Джон Соком и Пак Синхе в фильме «Мой надоедливый брат», где сыграл слепого спортсмена национального уровня по дзюдо. D.O и Чо Джон Сок также записали финальную песню «Don’t Worry» для фильма. D.O был награждён кинопремией «Голубой дракон» в номинации «Лучший новый актёр» год спустя за роль в этом фильме.
В 2017 году D.O. снялся в комедийном триллере «Комната № 7». В том же году он сыграл второстепенную роль в фильме Ким Ён Хва «С Богами: Два мира», блокбастерской экранизации одноимённого вебтуна, о суде в загробной жизни, где покойный проходит несколько испытаний в течение 49 дней.
В 2018 году D.O снялся в фильме «Дети свинга», события которого проходили в тюремном лагере в Южной Корее во время Корейской войны. Он играет северокорейского солдата, который начинает страстно заниматься чечёткой среди творящегося вокруг хаоса. В том же году он получил свою первую главную роль в дораме «Муж на 100 дней». Сериал имел коммерческий успех и стал пятой по популярности корейской дорамой в истории кабельного телевидения. D.O. был удостоен награды в номинации «Самый популярный актёр» на 55-й премии «Пэксан».

### Военная служба
В мае 2019 года, к удивлению многих, стало известно, что D.O. был среди солдат, призванных заступить на военную службу в июле. D.O. был зачислен на обязательную военную службу 1 июля 2019 года, которая длилась до января 2021 года. Он опубликовал рукописное письмо в официальном фан-клубе EXO после новостей о своих планах добровольного зачисления. В тот же день он выпустил сольный трек, который он написал в соавторстве «That’s Okay», в рамках проекта SM Station, как подарок своим фанатам. После завершения обучения он служил в Столичной мотопехотной дивизии (подразделение Свирепых тигров) в качестве производственного персонала (кухонная полиция).
В 2020 году D.O. принял участие в кампании «Тхэгыкки» («Корейский флаг»), посвященной 70-летию Корейской войны, и вошёл в актёрский состав для перезапуска памятного показа оригинального военного мюзикла «Возвращение: Обещание дня», сыграв роль молодого Сын Хо, что стало его дебютом в музыкальном театре. Специальный показ мюзикла был показан 10 июня 2020 года в прямом эфире на канале Naver TV. Из-за протоколов COVID-19 очные выступления были отменены и перенесены на онлайн-трансляцию в период с 24 по 26 сентября 2020 года.
Во время своей службы То Гёнсу также участвовал в кампании «Я горжусь», проводимой Военным управлением трудовых ресурсов. Он также был выбран в рамках информационной кампании Министерства юстиции Южной Кореи по борьбе с «цифровой сексуальной эксплуатацией».
25 января 2021 D.O был уволен с обязательной военной службы по истечении срока службы без возвращения на военную базу из последнего отпуска, из-за протоколов безопасности во время пандемии COVID-19.

### 2021—н.в.: Возвращение к актёрской карьере, сольный дебют и уход из SM Entertainment
В октябре 2020 года, перед его увольнением, было объявлено, что он снимется в следующем фильме Ким Ёнхва «Луна», где он сыграет главную роль Хван Сону, астронавта, оставшегося в космосе из-за непредвиденной аварии. Съемки начались 6 июня 2021 года и завершились 12 октября 2021 года. Фильм вышел в прокат в августе 2023 года.

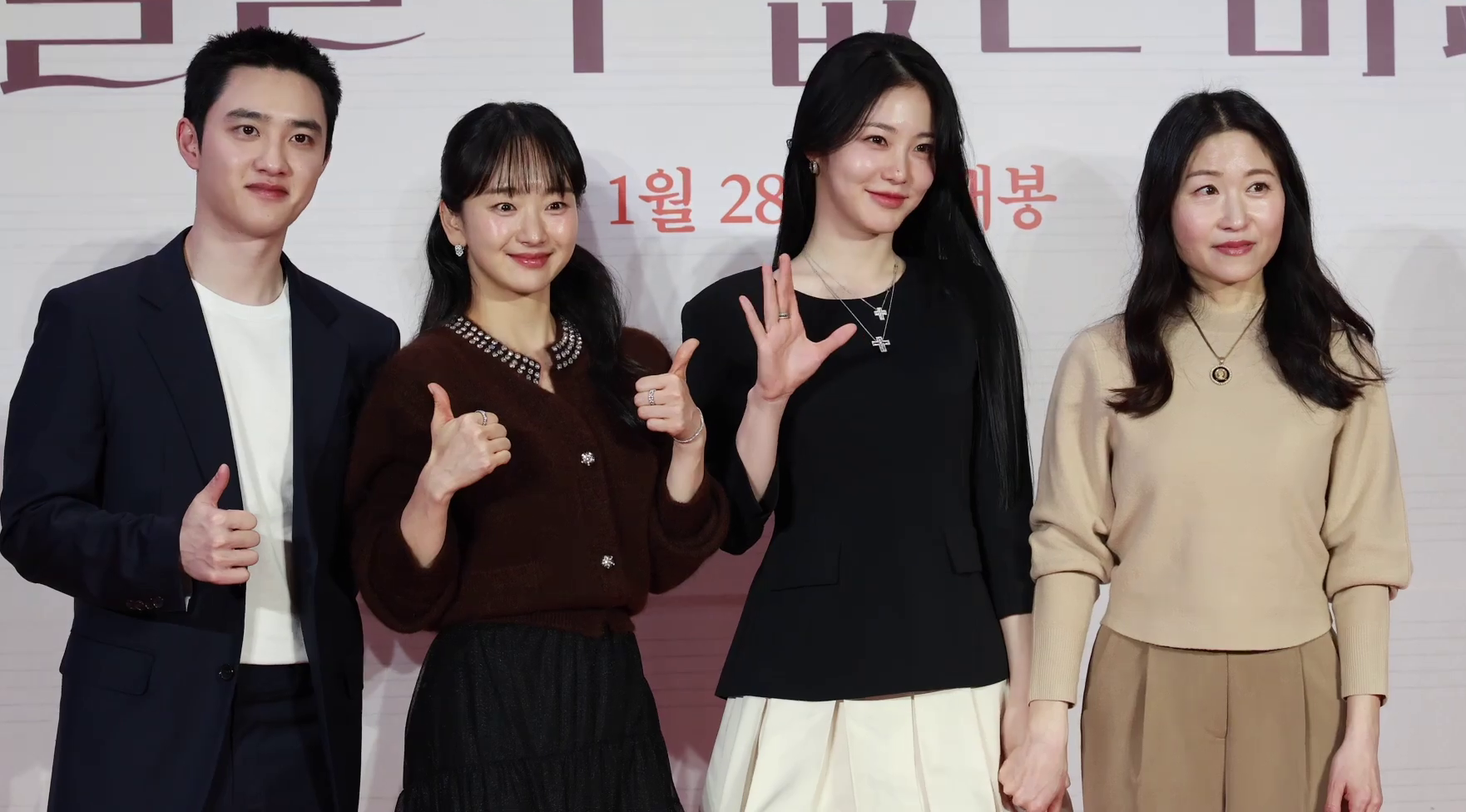
D.O. с актёрским составом фильма «Секрет», 2025 год

В феврале 2021 года было объявлено, что он получил главную мужскую роль в фильме «Секрет», южнокорейском ремейке одноименного тайваньского фильма Джея Чоу 2007 года. В фильме он исполнил роль Юджуна, вундеркинда-пианиста, который пересекается с Чона, которую сыграла Вон Джина. Съемки начались в ноябре 2021 года и завершились в январе 2022 года. Фильм был выпущен 27 января 2025 года.
В марте 2021 года Корейский совет по кинематографии (KOFIC) выбрал Гёнсу в качестве одного из 200 актеров для кампании «The Actor is Present», чтобы представить прошлое и настоящее корейского кинематографа. Его профиль был опубликован в мае 2021 года.

25 июня 2021 года SM Entertainment объявили, что D.O. выпустит свой первый сольный альбом в конце июля 2021 года. Его первый мини-альбом Empathy был выпущен 26 июля вместе с ведущим синглом «Rose». D.O. участвовал в написании текстов для его главных синглов «Rose» и «I'm Fine». Альбом возглавил альбомный чарт Gaon.

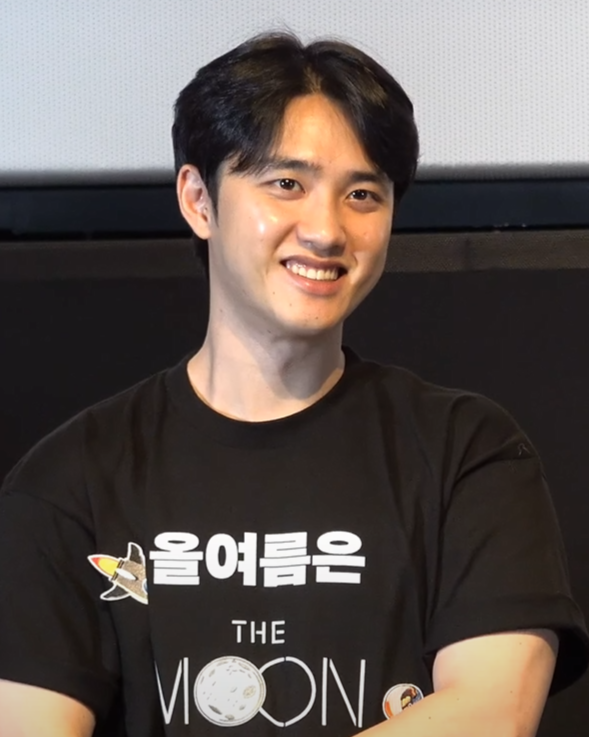
То Гёнсу в августе 2023 года

В 2022 году Гёнсу был объявлен следующим актером, который примет участие в 2-серийном туристическом шоу корейского канала Discovery «Вне сети», в котором он совершил одиночное путешествие на 3 дня и 2 ночи в Намхэ и южную часть Южной Кореи. Эпизоды с ним вышли в эфир в мае 2022 года.
В октябре 2022 года D.O. вернулся на малые экраны с драматическим сериалом «Плохой прокурор» на канале KBS2, где он сыграл главную роль Чжин Чона, прокурора-правонарушителя, который борется за справедливость. За свою игру он получил награду в номинации «Превосходные достижения — актёр» на премии KBS Drama Award 2022 года.
В 2023 году Гёнсу появился в развлекательном шоу канала SBS «Школьная поездка без математики», которое вел бывший режиссер «Бегущего человека» Чхве Бо Пиль вместе с Зико, Crush, Чхве Чжон Хуном, Ли Ён Джином и Ян Се Чаном. 1 сентября SM объявили, что D.O. выпустит свой второй мини-альбом Expectation 18 сентября.
18 октября 2023 года было объявлено, что D.O. покидает SM Entertainment и присоединяется к новому агентству, «Company SooSoo», основанному его давним менеджером Нам Кёнсу для его личной деятельности. Однако он продолжит свою деятельность в качестве участника EXO в SM Entertainment. 3 января 2024 года официальный представитель Company SooSoo подтвердил, что D.O. готовит свой третий сольный альбом, который выйдет в первой половине 2024 года.
В апреле 2024 года D.O. объявил, что его третий мини-альбом Blossom будет выпущен вместе с ведущим синглом «Mars» 7 мая. Он также отправится в азиатское турне под названием Bloom, которое начнется 8 июня 2024 года в Сеуле.
11 апреля 2025 года компания SooSoo объявила о том, что То Гёнсу отправится в очередное турне по Азии с концертом под названием DO it!, который начнётся 19 июля 2025 года в Сеуле, Южная Корея.

## Дискография

### Мини-альбомы
| Название    | Детали                                                                                             | Наивысшая позиция в чарте | Наивысшая позиция в чарте | Наивысшая позиция в чарте | Продажи                                                                | Сертификация    |
| Название    | Детали                                                                                             | KOR                       | JPN Oricon                | JPN Hot                   | Продажи                                                                | Сертификация    |
| ----------- | -------------------------------------------------------------------------------------------------- | ------------------------- | ------------------------- | ------------------------- | ---------------------------------------------------------------------- | --------------- |
| Empathy     | - Дата выхода: 26 июля 2021 года - Лейбл: SM, Dreamus - Форматы: CD, digital download, streaming   | 1                         | 4                         | 10                        | - Республика Корея: 380,178 - Китай: 84,770 Циф. - Япония: 26,590 Физ. | - KMCA: Платина |
| Expectation | - Дата выхода: 18 сентября 2023 года - Лейбл: SM, Kakao - Форматы: CD, digital download, streaming | 3                         | 8                         | 7                         | - Республика Корея: 214,264 - Япония: 8,440 Физ.                       | н/д             |
| Blossom     | - Дата выхода: 7 мая 2024 года - Лейбл: Company SooSoo - Форматы: CD, digital download, streaming  | 2                         | 26                        | 13                        | - Республика Корея: 147,461 - Япония: 1,185                            | н/д             |

### Синглы

#### Как ведущий артист
| Название                                                                                  | Год  | Наивысшая позиция в чарте | Наивысшая позиция в чарте | Альбом              |
| Название                                                                                  | Год  | KOR                       | US World                  | Альбом              |
| ----------------------------------------------------------------------------------------- | ---- | ------------------------- | ------------------------- | ------------------- |
| «That's Okay»                                                                             | 2019 | 12                        | 11                        | SM Station Season 3 |
| «Rose»                                                                                    | 2021 | 33                        | 16                        | Empathy             |
| «I Do» (кор. 별 떨어진다)                                                                 | 2023 | 25                        | 11                        | Expectation         |
| «Somebody»                                                                                | 2023 | 47                        | —                         | Expectation         |
| «Popcorn»                                                                                 | 2024 | 125                       | —                         | Blossom             |
| «Mars»                                                                                    | 2024 | 98                        | —                         | Blossom             |
| «Snowfall at Night»                                                                       | 2025 | 134                       | 7                         | Неальбомный сингл   |
| «—» обозначает запись, которая не попала в чарты или не была выпущена на этой территории. |      |                           |                           |                     |

#### Как приглашённый артист
| Название                                                                                  | Год  | Наивысшая позиция в чарте | Наивысшая позиция в чарте | Наивысшая позиция в чарте | Продажи (Циф.)              | Альбом     |
| Название                                                                                  | Год  | KOR                       | US World                  | WW                        | Продажи (Циф.)              | Альбом     |
| ----------------------------------------------------------------------------------------- | ---- | ------------------------- | ------------------------- | ------------------------- | --------------------------- | ---------- |
| «Goodbye Summer» (f(x) совместно с D.O.)                                                  | 2013 | 7                         | —                         | —                         | - Республика Корея: 292,583 | Pink Tape  |
| «Small Girl» (Ли Ён Джи совместно с D.O.)                                                 | 2024 | 1                         | —                         | 38                        | н/д                         | 16 Fantasy |
| «—» обозначает запись, которая не попала в чарты или не была выпущена на этой территории. |      |                           |                           |                           |                             |            |

#### Коллаборации
| Название                                 | Год  | Наивысшая позиция в чарте | Наивысшая позиция в чарте | Продажи (Циф.)              | Альбом              |
| Название                                 | Год  | KOR                       | US World                  | Продажи (Циф.)              | Альбом              |
| ---------------------------------------- | ---- | ------------------------- | ------------------------- | --------------------------- | ------------------- |
| T«ell Me (What Is Love)» (с Ю Ён Чжином) | 2016 | 12                        | 2                         | - Республика Корея: 145,281 | SM Station Season 1 |

#### Саундтреки
| Название                                                                                  | Год  | Наивысшая позиция в чарте | Продажи (Циф.)             | Альбом                   |
| Название                                                                                  | Год  | KOR                       | Продажи (Циф.)             | Альбом                   |
| ----------------------------------------------------------------------------------------- | ---- | ------------------------- | -------------------------- | ------------------------ |
| «Dear My Family» (with SM Town)                                                           | 2012 | —                         | н/д                        | I AM. OST                |
| «Scream»                                                                                  | 2014 | 22                        | - Республика Корея: 79,688 | Тележка OST              |
| «Don't Worry» (с Чо Джон Соком)                                                           | 2016 | 100                       | - Республика Корея: 19,498 | Мой надоедливый брат OST |
| «Bite»                                                                                    | 2022 | —                         | н/д                        | Плохой прокурор OST      |
| «—» обозначает запись, которая не попала в чарты или не была выпущена на этой территории. |      |                           |                            |                          |

### Другие песни
| Название | Год  | Наивысшая позиция в чарте | Продажи (Циф.)             | Альбом                             |
| Название | Год  | KOR                       | Продажи (Циф.)             | Альбом                             |
| --- | ---- | ------------------------- | -------------------------- | ---------------------------------- |
| «Tell Me What Is Love» | 2014 | 44                        | - Республика Корея: 29,668 | Exology Chapter 1: The Lost Planet |
| «For Life» (English version) | 2019 | —                         | N/A                        | Exo Planet 4 - The Elyxion (dot)   |
| «I'm Gonna Love You» (совместно с Вонштейном) | 2021 | 99                        | N/A                        | Empathy                            |
| «My Love» | 2021 | 117                       | N/A                        | Empathy                            |
| «It's Love» (кор. 다시, 사랑이야) | 2021 | 127                       | N/A                        | Empathy                            |
| «I'm Fine» | 2021 | 129                       | N/A                        | Empathy                            |
| «Dad» (кор. 나의 아버지) | 2021 | 139                       | N/A                        | Empathy                            |
| «Rose» (English version) | 2021 | 196                       | N/A                        | Empathy                            |
| «Wonder» (кор. 기적) | 2023 | 192                       | N/A                        | Expectation                        |
| «Lost» | 2023 | —                         | N/A                        | Expectation                        |
| «Ordinary Days» (кор. 내일의 우리) | 2023 | 159                       | N/A                        | Expectation                        |
| «The View» | 2023 | —                         | N/A                        | Expectation                        |
| «Lost» (Acoustic version) | 2023 | —                         | N/A                        | Expectation                        |
| «Simple Joys» (кор. 우리가 몰랐던 것들) | 2024 | —                         | N/A                        | Blossom                            |
| «Good Night» (кор. 오늘에게) | 2024 | —                         | N/A                        | Blossom                            |
| «My Dear» (кор. 매일의 고백) | 2024 | —                         | N/A                        | Blossom                            |
| «About Time» (кор. 어제의 너, 오늘의 나) | 2024 | —                         | N/A                        | Blossom                            |
| «—» обозначает запись, которая не попала в чарты или не была выпущена на этой территории. Прим.: K-pop Hot 100 был введён в августе 2011 года, отменён в июле 2014 года и восстановлен 30 декабря 2017 года, прежде чем был приостановлен в 2022 году. |      |                           |                            |                                    |

### Написание песен
Все права взяты из базы данных KOMCA, если не указано иное.
| Песня         | Год  | Артист | Альбом              | Права    |
| ------------- | ---- | ------ | ------------------- | -------- |
| «That's Okay» | 2019 | D.O.   | SM Station Season 3 | Со-автор |
| «Rose»        | 2021 | D.O.   | Empathy             | Со-автор |
| «I'm Fine»    | 2021 | D.O.   | Empathy             | Со-автор |

## Tours

### Bloom (2024)
| Дата                 | Город        | Страна           | Место проведения                | Количество шоу |
| -------------------- | ------------ | ---------------- | ------------------------------- | -------------- |
| 8 Июня 2024 года     | Сеул         | Республика Корея | KBS Arena                       | 1              |
| 9 Июня 2024 года     | Сеул         | Республика Корея | KBS Arena                       | 2              |
| 22 Июня 2024 года    | Тайбэй       | Тайвань          | Tianmu Gymnasium                | 1              |
| 23 Июня 2024 года    | Тайбэй       | Тайвань          | Tianmu Gymnasium                | 1              |
| 29 Июня 2024 года    | Гонконг      | Китай            | AsiaWorld–Expo                  | 1              |
| 12 Июля 2024 года    | Джакарта     | Индонезия        | Kasablanka Hall                 | 1              |
| 13 июля 2024 года    | Джакарта     | Индонезия        | Kasablanka Hall                 | 2              |
| 18 Июля 2024 года    | Токио        | Япония           | Tachikawa Stage Garden          | 2              |
| 19 Июля 2024 года    | Нагоя        | Япония           | Niterra Hall                    | 1              |
| 21 Июля 2024 года    | Осака        | Япония           | Grand Cube Osaka                | 2              |
| 3 Августа 2024 года  | Иокогама     | Япония           | Pia Arena MM                    | 1              |
| 4 Августа 2024 года  | Иокогама     | Япония           | Pia Arena MM                    | 1              |
| 8 Августа 2024 года  | Сингапур     | Сингапур         | Singapore Indoor Stadium        | 1              |
| 10 Августа 2024 года | Бангкок      | Таиланд          | Thunder Dome, Muang Thong Thani | 1              |
| 10 Августа 2024 года | Бангкок      | Таиланд          | Thunder Dome, Muang Thong Thani | 1              |
| 17 Августа 2024 года | Куала-Лумпур | Малайзия         | Axiata Arena                    | 1              |
| 31 Августа 2024 года | Манила       | Филиппины        | Araneta Coliseum                | 1              |
| 1 Сентября 2024 года | Манила       | Филиппины        | Araneta Coliseum                | 1              |
| 11 Октября 2024 года | Сеул         | Республика Корея | Jamsil Indoor Stadium           | 1              |
| 12 Октября 2024 года | Сеул         | Республика Корея | Jamsil Indoor Stadium           | 1              |
| 13 Октября 2024 года | Сеул         | Республика Корея | Jamsil Indoor Stadium           | 1              |
| Всего шоу            | Всего шоу    | Всего шоу        | Всего шоу                       | 25             |

### DO it! (2025)
| Дата                  | Город    | Страна           | Место проведения |
| --------------------- | -------- | ---------------- | ---------------- |
| 19 Июля 2025 года     | Сеул     | Республика Корея |                  |
| 20 Июля 2025 года     | Сеул     | Республика Корея |                  |
| 2 Августа 2025 года   | Тайбэй   | Тайвань          |                  |
| 9 Августа 2025 года   | Джакарта | Индонезия        |                  |
| 16 Августа 2025 года  | Манила   | Филиппины        |                  |
| 23 Августа 2025 года  | Сингапур | Сингапур         |                  |
| 30 Августа 2025 года  |          | Малайзия         |                  |
| 20 Сентября 2025 года | Макао    | Китай            |                  |
| 11 Октября 2025 года  | Бангкок  | Таиланд          |                  |
| 25 Октября 2025 года  | Токио    | Япония           |                  |
| 26 Октября 2025 года  | Токио    | Япония           |                  |
| Всего шоу             |          |                  |                  |

## Фильмография

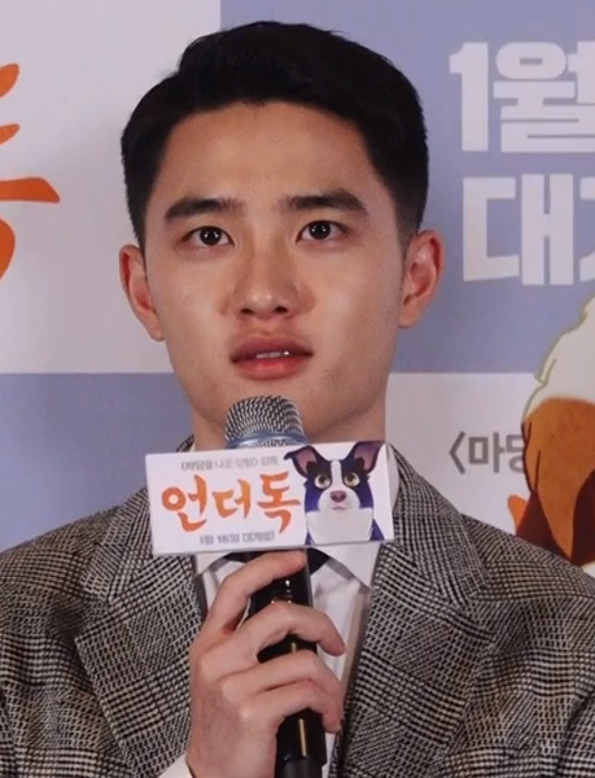
D.O. на пресс-конференции мультфильма «Неудачник» в 2019 году

### Фильмы
| Год  | Название                    | Роль               | Примечания         | Ист.    |
| ---- | --------------------------- | ------------------ | ------------------ | ------- |
| 2014 | Тележка                     | Чхве Тхэ Ён        | Роль второго плана | [ 105 ] |
| 2016 | Чистая любовь               | Пом Силь           | Главная роль       | [ 106 ] |
| 2016 | Мой надоедливый брат        | Ко Ду Ён           | Главная роль       | [ 107 ] |
| 2017 | Комната № 7                 | Тэ Чжун            | Главная роль       | [ 108 ] |
| 2017 | С Богами: Два мира          | Рядовой Вон Дон Ен | Роль второго плана | [ 109 ] |
| 2018 | С Богами: Последние 49 дней | Рядовой Вон Дон Ен | Роль второго плана | [ 109 ] |
| 2018 | Дети свинга                 | Но Ки Су           | Главная роль       | [ 110 ] |
| 2019 | Неудачник                   | Мун Чи             | Озвучивание        | [ 15 ]  |
| 2023 | Луна                        | Хван Сон У         | Главная роль       | [ 111 ] |
| 2025 | Секрет                      | Юн Джун            | Главная роль       | [ 112 ] |

### Телесериалы
| Год  | Название                  | Роль                   | Канал  | Примечания         | Ист.    |
| ---- | ------------------------- | ---------------------- | ------ | ------------------ | ------- |
| 2012 | Для тебя во всем цвету    | Камео                  | SBS    | EXO-K, 2-й эпизод  | [ 113 ] |
| 2014 | Всё в порядке, это любовь | Хан Кан У              | SBS    | Роль второго плана | [ 114 ] |
| 2015 | Привет, монстр!           | Ли Чжун Хо в молодости | KBS2   | Роль второго плана | [ 115 ] |
| 2018 | Муж на 100 дней           | Вон Дык / Ли Юль       | tvN    | Главная роль       | [ 116 ] |
| 2019 | Дорогая моя комната       |                        | O’live | Камео, 11-й эпизод | [ 117 ] |
| 2022 | Плохой прокурор           | Чин Джон               | KBS2   | Главная роль       | [ 118 ] |

### Телешоу
| Год  | Название                          | Роль                    | Ист.    |
| ---- | --------------------------------- | ----------------------- | ------- |
| 2022 | Вне сети                          | Член актёрского состава | [ 119 ] |
| 2023 | Школьные экскурсии без математики | Член актёрского состава | [ 120 ] |
| 2023 | GBRB: Reap What You Sow           | Член актёрского состава | [ 121 ] |

### Веб-сериалы
| Год  | Название         | Роль     | Канал         | Примечания                     | Ист.    |
| ---- | ---------------- | -------- | ------------- | ------------------------------ | ------- |
| 2015 | EXO по соседству | D.O.     | Naver TV Cast | Вымышленная версия самого себя | [ 122 ] |
| 2016 | Будь позитивным  | Хван Дон | Naver TV Cast | Главная роль                   | [ 123 ] |

## Театр
| Год  | Название                  | Роль               | Примечания       | Ист.    |
| ---- | ------------------------- | ------------------ | ---------------- | ------- |
| 2020 | Возвращение: Обещание дня | молодой Ким Сын Хо | Армейский мюзикл | [ 124 ] |

## Награды и номинации

### Кино- и телепремии
| Награда                                 | Год  | Категория                         | Работа / Номинант                       | Результат | Ист.    |
| --------------------------------------- | ---- | --------------------------------- | --------------------------------------- | --------- | ------- |
| APAN Star Awards                        | 2014 | Лучший новый актёр                | Всё в порядке, это любовь               | Победа    | [ 125 ] |
| Asia Artist Awards                      | 2017 | Награда за популярность — актёр   | То Гёнсу                                | Победа    | [ 126 ] |
| Азиатская кинопремия                    | 2015 | Лучший новичок                    | Тележка                                 | Номинация | [ 127 ] |
| Премия «Пэксан»                         | 2015 | Лучший новый актёр — телевидение  | Всё в порядке, это любовь               | Номинация | [ 128 ] |
| Премия «Пэксан»                         | 2016 | Наиболее популярный актёр — кино  | Чистая любовь                           | Победа    | [ 129 ] |
| Премия «Пэксан»                         | 2017 | Лучший новый актёр — кино         | Мой надоедливый брат                    | Номинация | [ 130 ] |
| Премия «Пэксан»                         | 2017 | Наиболее популярный актёр — кино  | Мой надоедливый брат                    | Победа    | [ 131 ] |
| Премия «Пэксан»                         | 2019 | Наиболее популярный актёр         | Муж на 100 дней                         | Победа    | [ 132 ] |
| Кинопремия «Голубой дракон»             | 2017 | Лучший новый актёр                | Мой раздражающий брат                   | Победа    | [ 22 ]  |
| Кинопремия «Голубой дракон»             | 2023 | Лучшая мужская роль               | Луна                                    | Номинация | [ 133 ] |
| Телепремия «Голубой дракон»             | 2023 | Лучшая мужская роль               | Плохой прокурор                         | Номинация | [ 134 ] |
| Премия «Большой колокол»                | 2015 | Лучший актёр второго плана        | Тележка                                 | Номинация | [ 135 ] |
| Премия «Большой колокол»                | 2015 | Награда за популярность           | Тележка                                 | Номинация | [ 135 ] |
| Премия «Большой колокол»                | 2023 | Лучший актёр                      | Луна                                    | Номинация | [ 136 ] |
| Brand of the Year Award                 | 2019 | Лучший актёр-айдол среди мужчин   | То Гёнсу                                | Победа    | [ 137 ] |
| Buil Film Awards                        | 2018 | Популярная звезда                 | С Богами: Последние 49 дней             | Победа    | [ 138 ] |
| Buil Film Awards                        | 2019 | Популярная звезда                 | Дети свинга                             | Победа    | [ 139 ] |
| Buil Film Awards                        | 2023 | Популярная звезда                 | Луна                                    | Победа    | [ 140 ] |
| Buil Film Awards                        | 2023 | Лучшая мужская роль               | Луна                                    | Номинация | [ 141 ] |
| Dong-A.com's Pick                       | 2018 | Выдающийся актер нового поколения | То Гёнсу                                | Победа    | [ 142 ] |
| DFX Daejeon Special FX Festival Awards  | 2023 | Актёрская награда                 | Луна                                    | Победа    | [ 143 ] |
| Director's Cut Awards                   | 2018 | Лучший новый актёр                | С Богами: Последние 49 дней             | Победа    | [ 144 ] |
| JIMFF Awards                            | 2021 | Награда «Звезда»                  | Мой надоедливый брат                    | Победа    | [ 145 ] |
| KBS Drama Awards                        | 2022 | Лучшая пара                       | То Гёнсу (с Ли Се Хи); Плохой прокурор  | Победа    | [ 146 ] |
| KBS Drama Awards                        | 2022 | Награда за популярность — актёр   | Плохой прокурор                         | Победа    | [ 146 ] |
| KBS Drama Awards                        | 2022 | Превосходные достижения — актёр   | Плохой прокурор                         | Победа    | [ 146 ] |
| Korean Film Shining Star Awards         | 2017 | Награда новичику (кино)           | Мой надоедливый брат                    | Победа    | [ 147 ] |
| Marie Claire Asia Star Awards           | 2023 | Asia Wide Award                   | Луна                                    | Удостоен  | [ 148 ] |
| Max Movie Awards                        | 2015 | Лучший новый актёр                | Тележка                                 | Номинация | [ 149 ] |
| Max Movie Awards                        | 2016 | Восходящая звезда                 | То Гёнсу                                | Победа    | [ 150 ] |
| The Seoul Awards                        | 2018 | Награда за популярность — актёр   | С Богами: Последние 49 дней             | Победа    | [ 151 ] |
| Seoul International Youth Film Festival | 2014 | Лучший молодой актёр              | Всё в порядке, это любовь               | Победа    | [ 152 ] |
| Soompi Awards                           | 2019 | Актёр года                        | Муж на 100 дней                         | Победа    | [ 153 ] |
| Soompi Awards                           | 2019 | Лучшая пара                       | До Кёнсу с Нам Джи Хён; Муж на 100 дней | Победа    | [ 153 ] |

### Музыкальные премии
| Награда                              | Год  | Категория                          | Работа / Номинант          | Результат | Ист.            |
| ------------------------------------ | ---- | ---------------------------------- | -------------------------- | --------- | --------------- |
| Asian Pop Music Awards               | 2021 | Лучший мужской артист (зарубежный) | То Гёнсу                   | Номинация | [ 155 ]         |
| Asian Pop Music Awards               | 2021 | Выбор народа (зарубежный)          | Empathy                    | 4-е место | [ 156 ]         |
| Asian Pop Music Awards               | 2022 | Выбор народа (зарубежный)          | «Bite»                     | 3-е место | [ 157 ]         |
| Gaon Chart Music Awards              | 2021 | Mubeat Global Choice Award         | То Гёнсу                   | Номинация | [ 158 ]         |
| Golden Disc Awards                   | 2022 | Альбом Бонсан                      | Empathy                    | Номинация | [ 159 ]         |
| Golden Disc Awards                   | 2022 | Наиболее популярный артист         | То Гёнсу                   | Номинация | [ 160 ]         |
| Hanteo Music Awards                  | 2021 | Artist Award - Male Solo           | То Гёнсу                   | Победа    | [ 161 ]         |
| Indonesian Hallyu Fans Choice Awards | 2021 | Сольная песня года                 | «Rose»                     | Победа    | [ 162 ] [ 163 ] |
| Mnet Asian Music Awards              | 2021 | Лучший артист среди мужчин         | Лучший артист среди мужчин | Номинация | [ 164 ]         |
| Seoul Music Awards                   | 2022 | Бонсан                             | Empathy                    | Номинация | [ 165 ]         |
| Seoul Music Awards                   | 2022 | Специальная премия K-wave          | То Гёнсу                   | Номинация | [ 165 ]         |
| Seoul Music Awards                   | 2022 | Награда за популярность            | То Гёнсу                   | Номинация | [ 165 ]         |
| Korea Grand Music Awards             | 2024 | Лучший исполнитель                 | То Гёнсу                   | Победа    | [ 166 ]         |
| Korea Grand Music Awards             | 2024 | R&B (мужская категория)            | То Гёнсу                   | Победа    | [ 166 ]         |

### Комментарии
1. ↑  Не попал в цифровой чарт Circle, но занял 44-е место в чарте скачиваний Circle[96].
2. ↑  «Lost» не попала в цифровой чарт Circle, но заняла 28-е место в чарте скачиваний Circle[98].
3. ↑  «The View» не попала в цифровой чарт Circle, но заняла 30-е место в чарте скачиваний Circle[98].
4. ↑  «Lost» (акустическая версия) не попала в цифровой чарт Circle, но заняла 35-е место в чарте скачиваний Circle[98].
5. ↑  «Simple Joys» не попала в цифровой чарт Circle, но заняла 39-е место в чарте скачиваний Circle[99].
6. ↑  Песня «Good Night» не попала в цифровой чарт Circle, но заняла 40-е место в чарте скачиваний Circle[99].
7. ↑  «My Dear» не попала в цифровой чарт Circle, но заняла 44-е место в чарте скачиваний Circle[99].
8. ↑  «About Time» не попала в цифровой чарт Circle, но заняла 42-е место в чарте скачиваний Circle[99].
9. ↑  Премия Asian Pop Music Awards, организованная гонконгской компанией Asia Pacific International Group и Sunway Records, присуждает награды на основе «Азиатского поп-музыкального чарта», который был создан в сентябре 2019 года[154].